# Musonoi
Musonoi är ett dagbrott vid staden Kolwezi i Kongo-Kinshasa, där koppar, kobolt och uran har brutits. Det ligger i provinsen Lualaba, i den södra delen av landet, 1 300 km sydost om huvudstaden Kinshasa.